# Laodicea Combusta
Laodicea Combusta o Laodicea Catacecaumene (en griego: Λαοδίκεια ή Κατακεκαυμένη, en turco: Lādhiḳ Sūkhta) es una antigua ciudad de Asia Menor, una de las cinco Laodiceas fundadas por Seleuco I Nicátor en honor a su madre, Laodice (Λαοδίκη). Se encuentra actualmente a treinta y cinco kilómetros al norte de Konya, en el distrito de Sarayönü, en la carretera de Akşehir. En Asia Menor no hay que confundirla ni con la antigua Laodicea del Lycos (cuyas ruinas se encuentran cerca de Denizli), ni con la antigua Laodicea del Ponto (que en turco también se llama «Lādhiḳ»).
Su nombre no tiene relación con la región que Estrabón llamaba «Catacecaumene», que describe como un territorio volcánico cubierto de ceniza; los parajes de Laodicea Combusta tienen suelo calcáreo, sin ninguna partícula volcánica. El nombre se debe posiblemente a un incendio, o la actividad metalúrgica de la población. Estrabón ubica la ciudad en Licaonia, como Esteban de Bizancio. Claudio Ptolomeo la sitúa en Galacia. Sócrates de Constantinopla habla de «Laodicea de Pisidia», indicación confirmada por el Synekdemos de Hierocles. Estas discrepancias se explican por los frecuentes cambios administrativos que cambiaban los límites de las regiones.
La ciudad se benefició de la munificencia del emperador Claudio y recibió el nombre de Claudiolaodidea. En el 770, durante el reinado de Constantino V, fue saqueada por un ejército árabe y su población deportada. Fue asaltada por los djelalis (bandoleros que corrieron la región entre 1590 y 1620). El viajero inglés William Martin Leake la describió como «una población grande» con una activa industria textil (que producía mantas y  alfombras). La localidad sufrió luego una intensa decadencia.